# Moses ter Borch
Moses ter Borch (1645–1667) fue un pintor holandés del Siglo de Oro neerlandés, cuyo trabajo consiste principalmente en dibujos. 

## Biografía

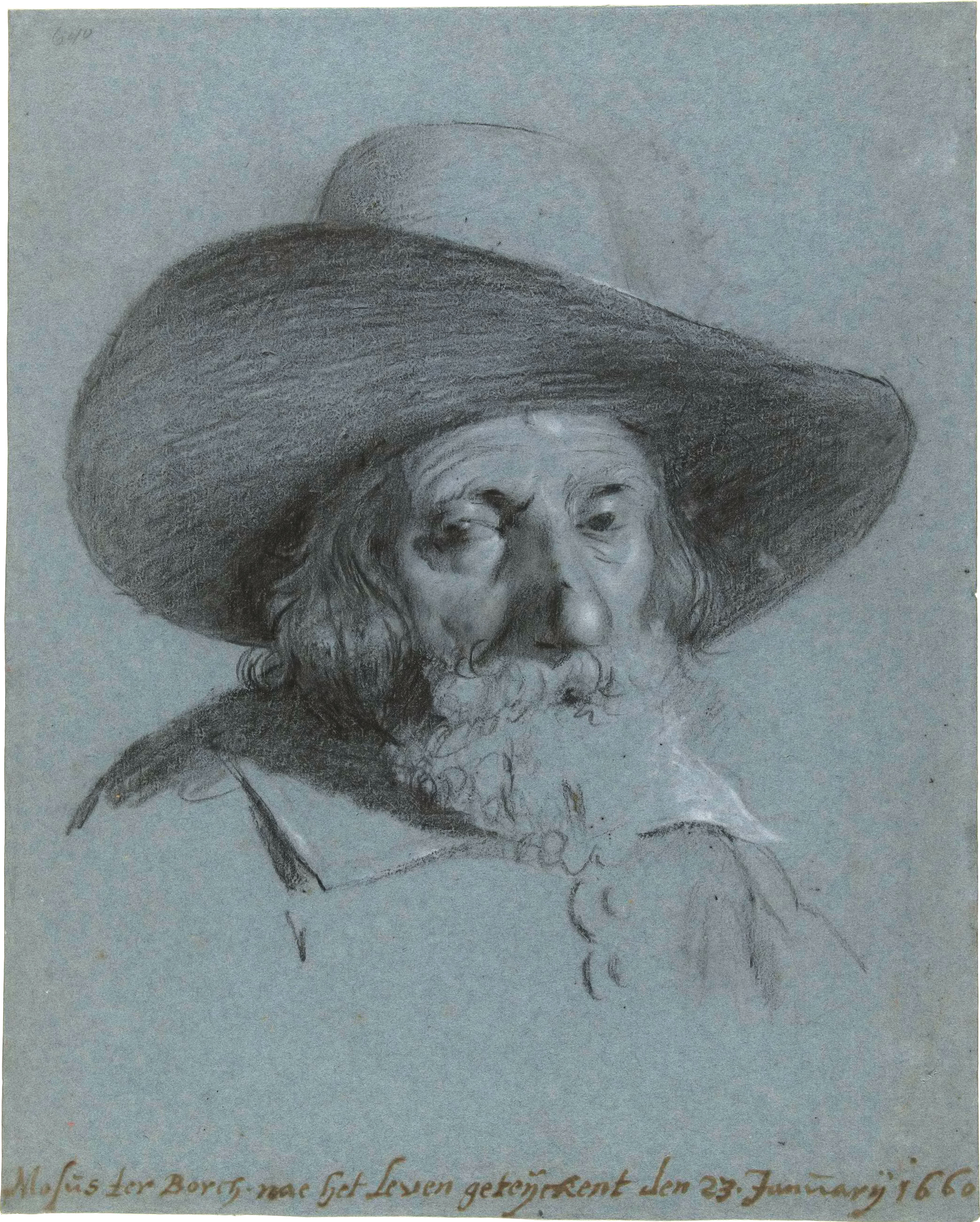
Retrato de su padre

Moses ter Borch nació en Zwolle (Países Bajos). Era el hijo menor del pintor Gerard ter Borch el Viejo, y hermano de los también pintores Gerard ter Borch y Gesina ter Borch, quienes le enseñaron a dibujar y pintar. Cuando tenía casi veinte años se unió a la marina holandesa. Murió y fue enterrado en Harwich (Inglaterra), a los 22 años de edad, como resultado de las heridas sufridas durante la segunda guerra anglo-neerlandesa (1665-1667), poco después del ataque de Medway.

## Galería

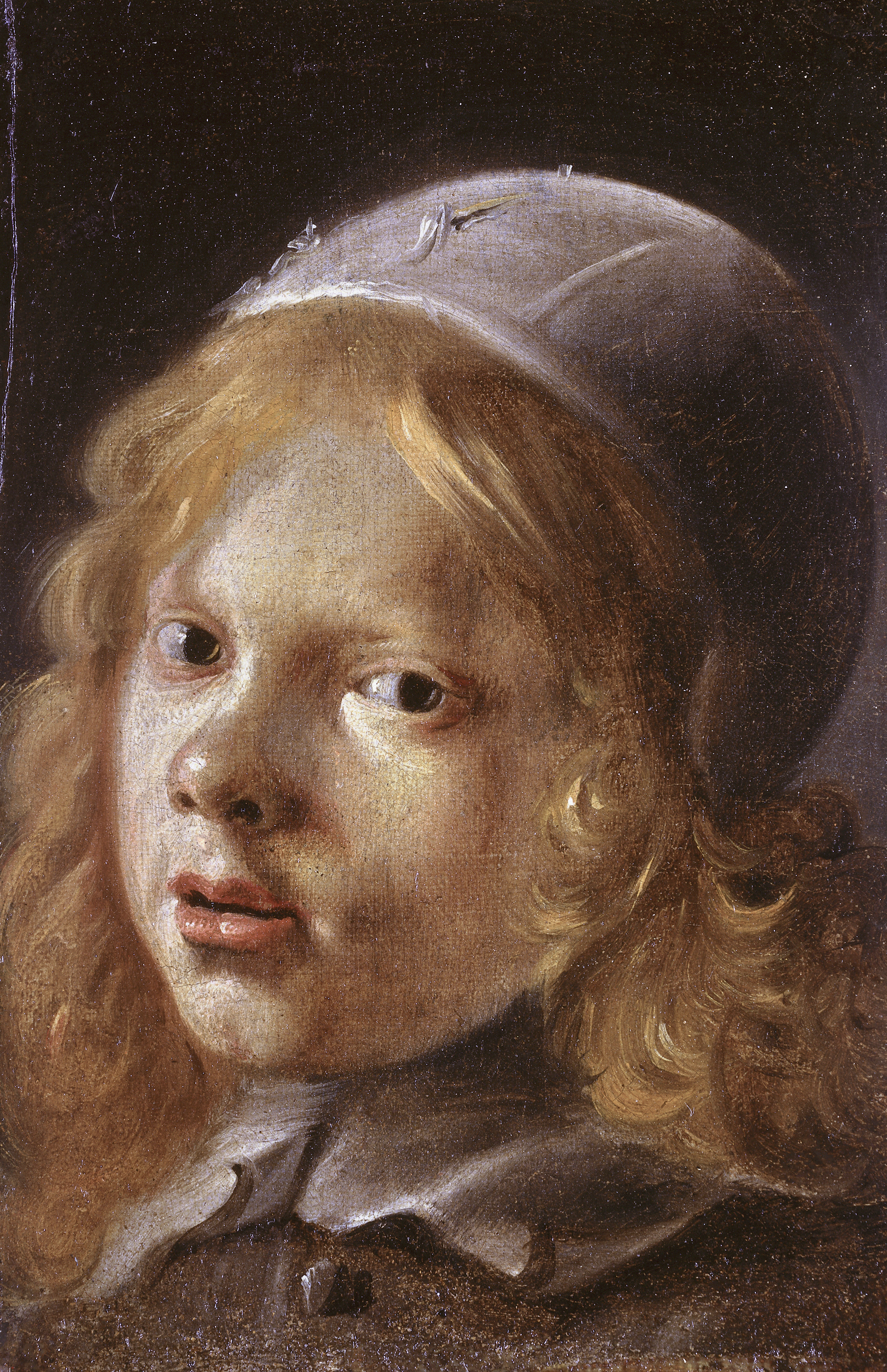
Autorretrato entre 1660 y 1661, Rijksmuseum
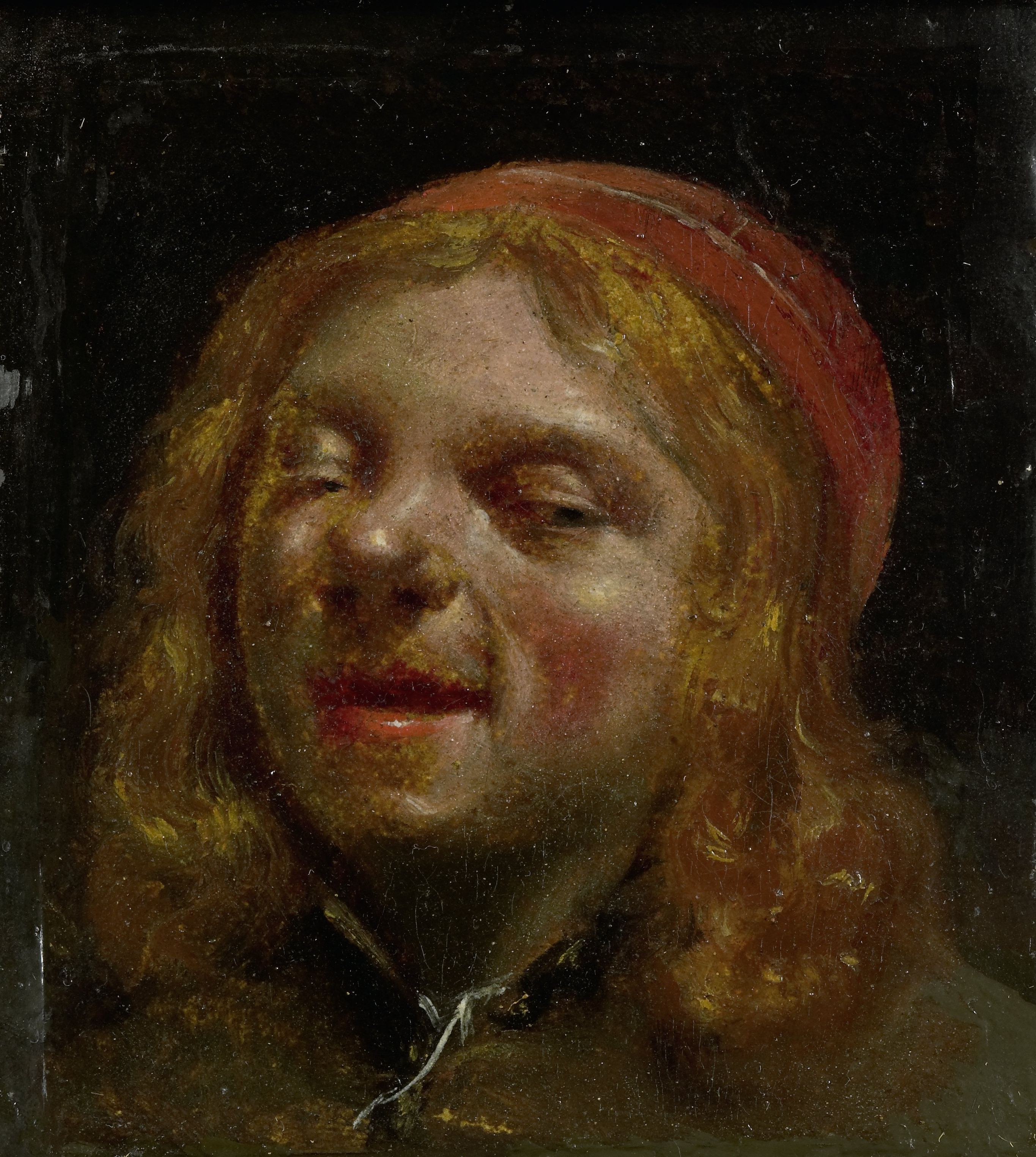
Autorretrato, llamado retrato de Jan Fabus, ca.1661, Rijksmuseum
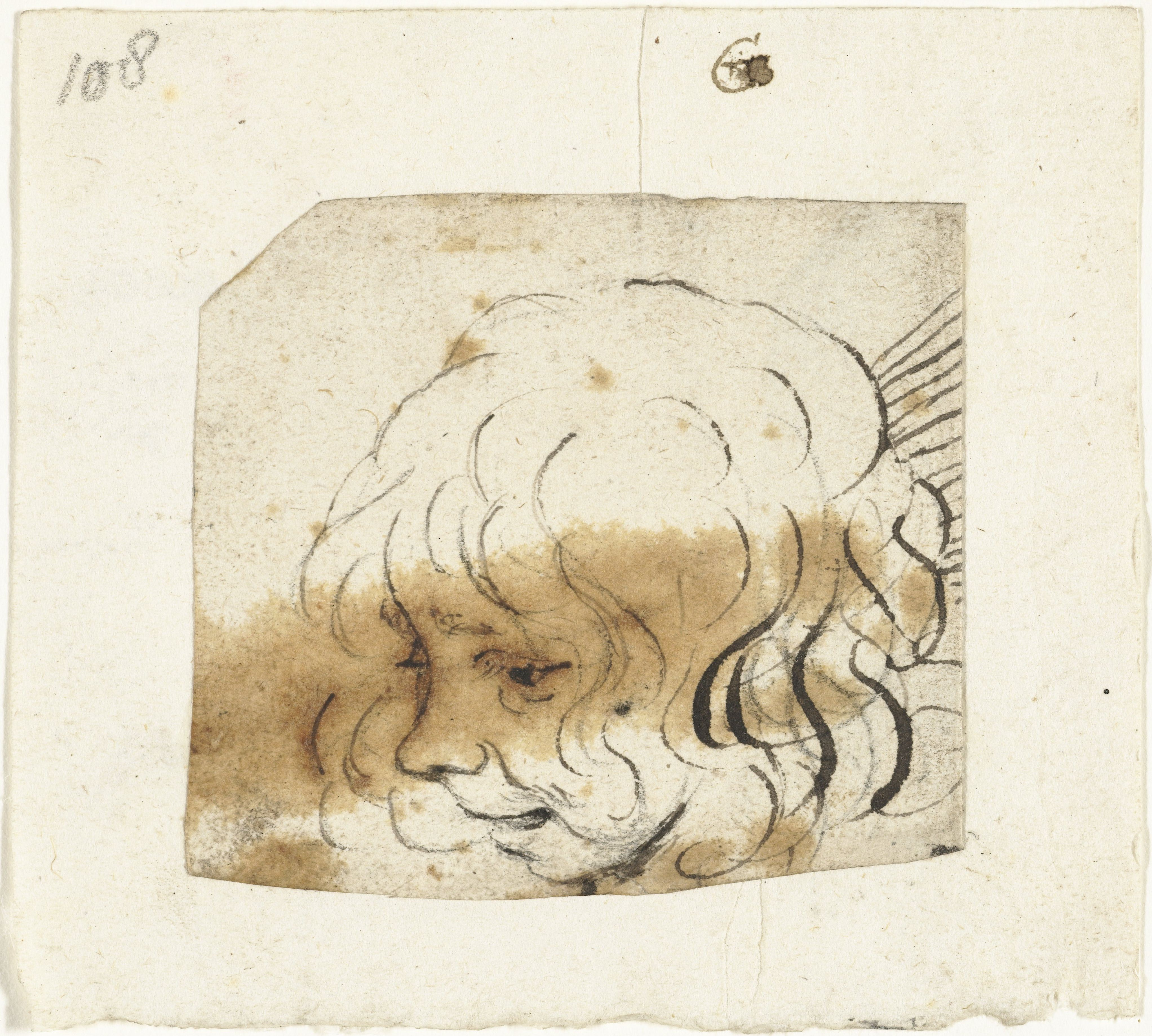
Dibujo de Moses ter Borch realizado por su hermano Gerard ter Borch Rijksmuseum
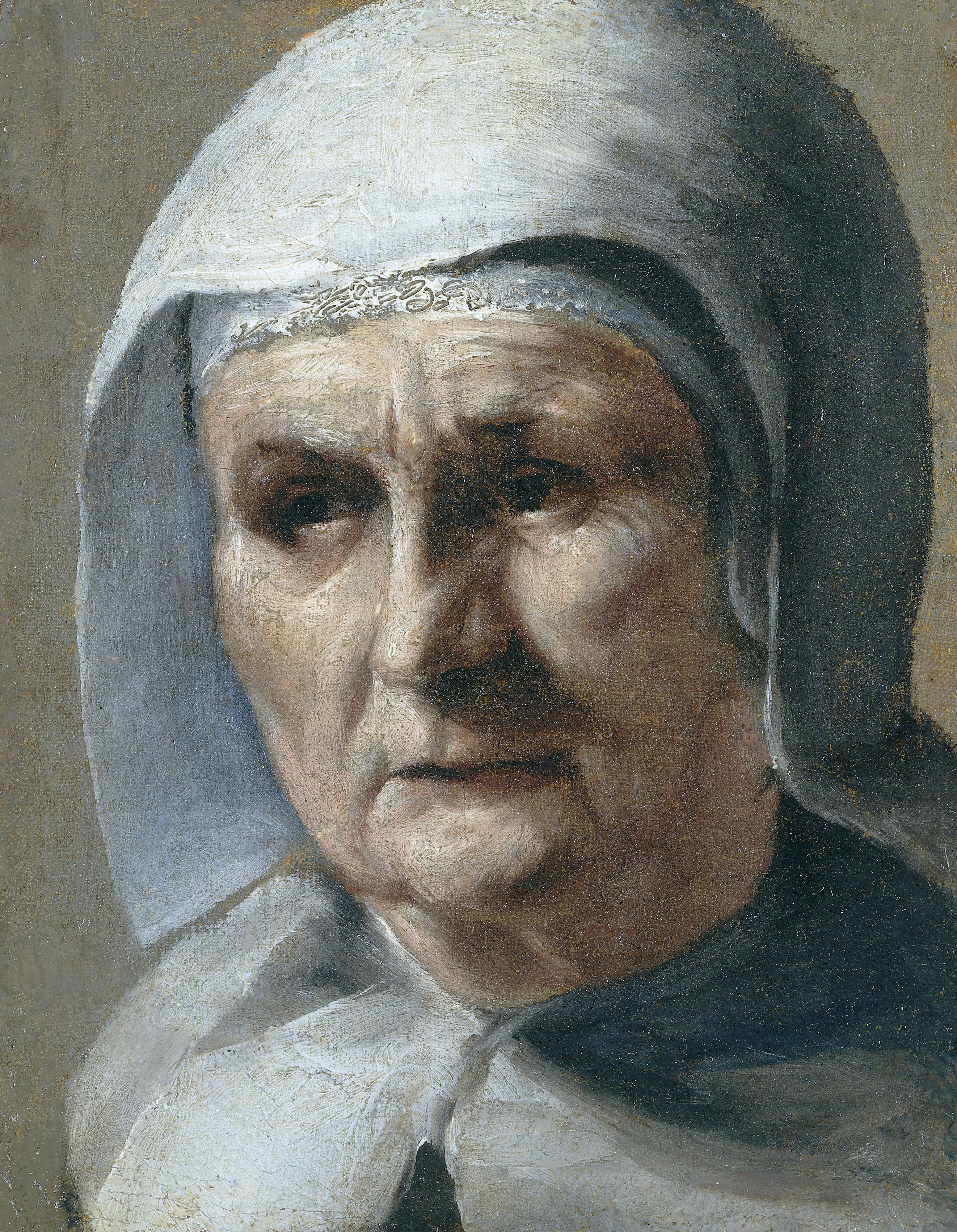
Retrato de una anciana entre 1655 y 1667, Rijksmuseum
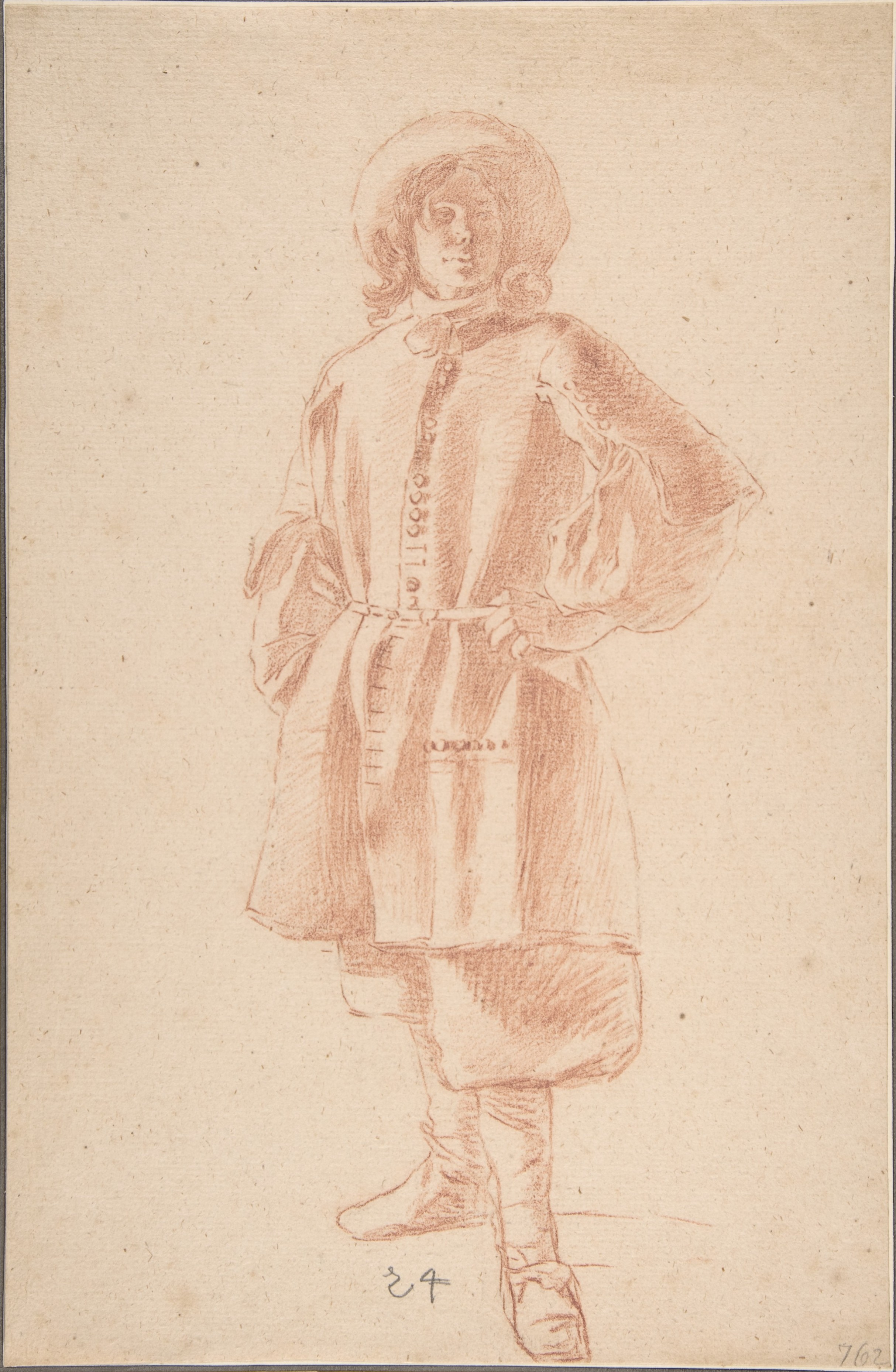
Estudio de un joven Metropolitan Museum of Art
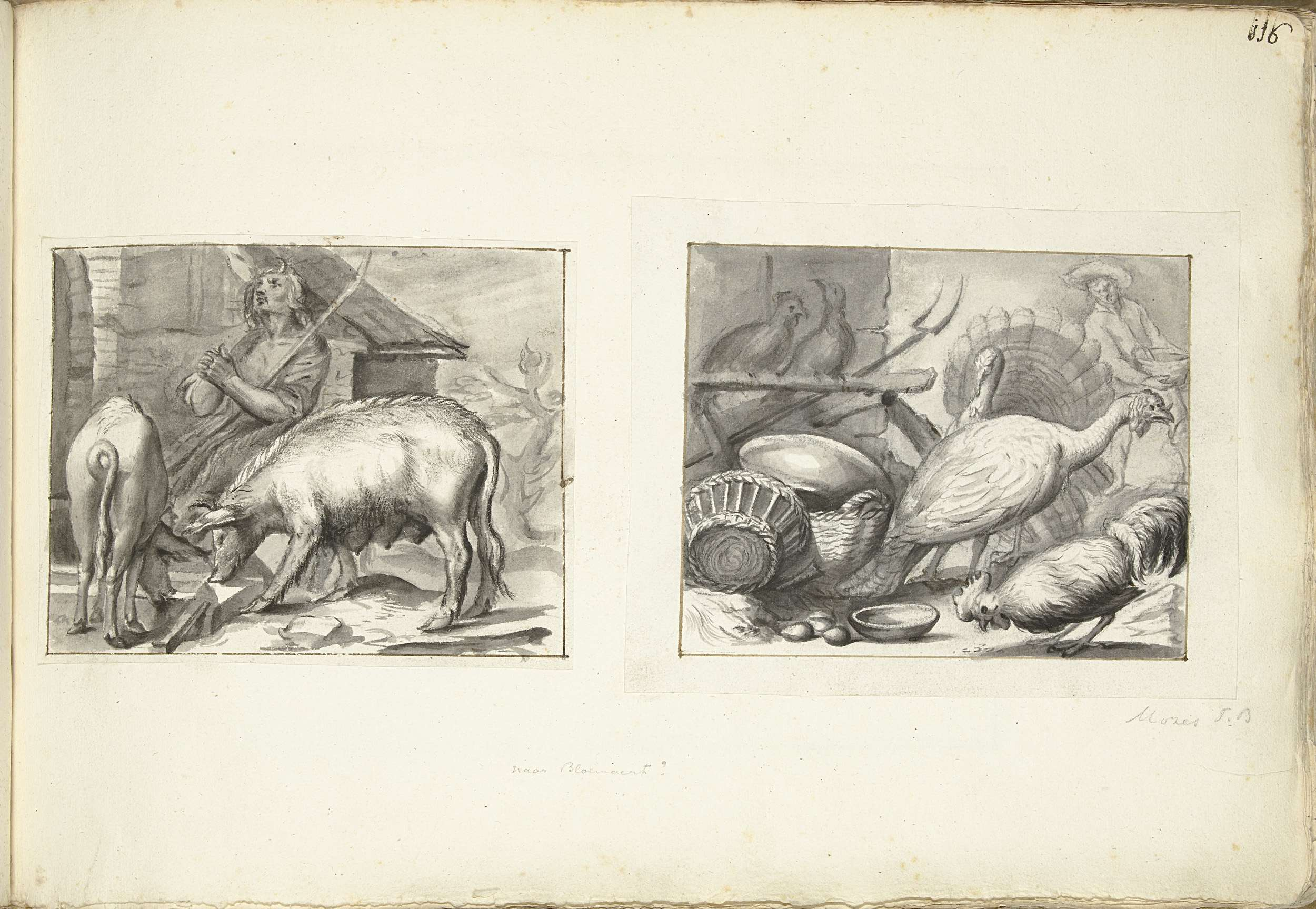
Dos dibujos de Moses ter Borch pegados en una hoja, ca. 1661, Rijksmuseum